# Verbania
Denna artikel handlar om staden Verbania. Se också Verbano Cusio Ossola (provins).
Verbania är en stad och kommun i Italien i regionen Piemonte. Verbania är huvudort i provinsen Verbano Cusio Ossola. Kommunen hade 30 505 invånare (2018) och gränsar till kommunerna Arizzano, Baveno, Cambiasca, Cossogno, Ghiffa, Gravellona Toce, Laveno-Mombello, Mergozzo, Miazzina, San Bernardino Verbano, Stresa och Vignone.